# Estadio 3 de Febrero
Das Estadio 3 de Febrero (deutsch Stadion des 3. Februar), auch Estadio Almagro genannt, ist ein Fußballstadion im argentinischen Partido Tres de Febrero des Ballungsraums Gran Buenos Aires, durch den es auch seinen Namen hat.
Das Stadion an der Avenida General Paz fasst heute 19.000 Zuschauer und ist das Stadion des Fußballvereins Club Almagro, der hier seine Heimspiele austrägt.